# Giochi del Titano
Giochi del Titano S.p.A. è un'azienda a partecipazione statale sammarinese fondata il 2 maggio 2007 che si occupa della gestione del gioco d'azzardo e delle scommesse a San Marino.
La società è controllata dall'Ente di Stato dei Giochi, gestisce una sala bingo e keno, slot machine ed una sala poker a Rovereta, poco lontano dal confine con l'Italia.